# XXXIII Brygada Piechoty
XXXIII Brygada Piechoty (XXXIII BP) – brygada piechoty Armii Wielkopolskiej i Wojska Polskiego II RP.
Jednostka sformowana została w 1919 r. jako I Brygada 3 Dywizji Strzelców Wielkopolskich. Po zjednoczeniu Wojska Wielkopolskiego z armią krajową przemianowana została na XXXIII Brygadę Piechoty 17 Wielkopolskiej Dywizji Piechoty.
W 1921 r. dowództwo XXXIII BP przeformowane zostało w dowództwo piechoty dywizyjnej. 68 pułk piechoty wielkopolskiej podporządkowany został dowódcy 17 DP, natomiast 67 pułk piechoty wielkopolskiej podporządkowany został dowódcy 4 Dywizji Piechoty.

## Dowódcy
- gen. ppor. Adolf Jan Kuczewski (do 24 VI 1920)
- gen. ppor. Mieczysław Poniatowski[1]
- płk Stanisław Thiel

## Skład
- dowództwo XXXIII Brygady Piechoty
- 9 pułk strzelców wielkopolskich → 67 pułk piechoty wielkopolskiej
- 10 pułk strzelców wielkopolskich → 68 pułk piechoty wielkopolskiej